# Karin Stanek
Karin Stanek (Bytom, 18 agosto 1943 – Wolfenbüttel, 15 febbraio 2011) è stata una cantante polacca con cittadinanza tedesca di musica rock and roll e big beat, membro della band Czerwono-Czarni.
È nota per le sue esibizioni carismatiche e per la sua personalità espressiva sul palco ed è indicata come uno dei simboli della musica beat polacca. Negli anni '60 raggiunse una grande popolarità in Polonia con successi come Malowana lala, Jimmy Joe, Chłopiec z gitarą, Wala twist e Jedziemy autostopem. Negli anni '70, la Stanek emigrò in Germania, dove pubblicò musica in lingua tedesca e inglese. Negli anni '90 riprese a esibirsi in Polonia con molto successo, sebbene sia rimasta in Germania fino alla sua morte per polmonite nel 2011.

## Biografia
La data di nascita effettiva di Karin Stanek non è chiara e rimane oggetto di controversia. Anche se molto probabilmente è il 1943, alcune fonti affermano che sia nata nel 1946 e abbia inventato il suo anno di nascita per diventare ufficialmente più vecchia, quindi idonea a lavorare. È cresciuta in una famiglia povera a Bytom, nella regione meridionale della Polonia chiamata Slesia. Da adolescente, la Stanek si è esibita con band locali.
Nel 1962, attraverso un concorso nazionale di canto, Karin fu reclutata nei Czerwono-Czarni che all'epoca erano una band beat molto popolare. I suoi primi successi furono Jimmy Joe e Malowana lala (La bambola dipinta), noto anche come Malowana piosenka (La canzone dipinta). Con quest'ultima la Stanek si esibì al Sopot International Song Festival nel 1962 con una reazione euforica del pubblico. Nel 1963 la cantante ha eseguito Chłopiec z gitarą (Un ragazzo con una chitarra) al primo Festival Nazionale della Canzone Polacca a Opole. Il brano ha ricevuto un premio speciale dalla giuria ed è diventato un altro enorme successo. È apparsa come se stessa in due film: un documentario sull'autostop Gdzieś w Polsce (Da qualche parte in Polonia) nel 1963 e un film Dwa żebra Adama (Le due costole di Adamo) l'anno successivo.
La Stanek ha eseguito tre nuove canzoni a Opole nel 1964, tra cui Jedziemy autostopem (Facciamo l'autostop) che ha anche ricevuto un premio speciale ed è diventata una delle sue canzoni distintive. È stata invitata ad esibirsi all'estero, tra gli altri negli Stati Uniti e in Francia, ma il governo comunista ha rifiutato di concederle il permesso di viaggiare. Riuscì, tuttavia, a intraprendere una tournée in Cecoslovacchia e Germania dell'est con i Czerwono-Czarni nel 1964, che fu ben accolta dal pubblico. Nel 1964 ha anche registrato quattro EP come cantante solista con i Czerwono-Czarni come band di supporto. Nel 1965 la Stanek eseguì un'altra canzone di successo a Opole, Tato, kup mi dżinsy (Papà, comprami dei jeans).
Nel 1966 il primo LP solista di Karin fu pubblicato negli Stati Uniti, composto dai suoi più grandi successi e la cantante si esibì in tutto il Nord America con i Czerwono-Czarni. Nello stesso anno fu pubblicato l'album omonimo di debutto della band, seguito da 17.000.000 nel 1967, entrambi con il contributo della Stanek. Nel frattempo Karin completò una scuola secondaria part-time, che non aveva potuto frequentare prima a causa della difficile situazione finanziaria della sua famiglia. La mancanza di istruzione era stata la ragione per cui Stanek era stata ripetutamente criticata fino a quel momento, anche se alcuni avevano anche pregiudizi contro il suo background slesiano e il suo dialetto.
Karin andò in tournée nell'Unione Sovietica con i Czerwono-Czarni nel 1968, ma lasciò la band nell'estate del 1969 a causa dei rapporti tesi tra i membri della band. Nello stesso anno incontrò Anna Kryszkiewicz, che sarebbe diventata la sua manager per tutta la vita e la sua migliore amica. Si è esibita brevemente con una band ceca The Samuels ed iniziò a comporre le sue canzoni. Sebbene il nuovo materiale sia stato ben accolto dal pubblico, la cantante diventò oggetto di attacchi ostili da parte dei media polacchi. Tornò al Festival di Opole nel 1974, dove si esibì in alcuni dei suoi più grandi successi in un concerto per celebrare il 30º anniversario della Repubblica popolare polacca e presentò in anteprima una nuova canzone Dyskoteka rock. Sebbene il pubblico abbia accolto molto bene le canzoni, la performance della Stanek è stata estromessa dalle trasmissioni televisive da censori ostili.
I media e l'industria musicale polacca cercarono ancora deliberatamente di sabotare la carriera artistica di Karin, cosa che nel 1975 la spinse a concentrarsi sulle esibizioni all'estero. Alla fine emigrò in Germania Ovest e nel 1979 pubblicò un album in lingua tedesca Das geballte Temperament mit der unerhörten Stimme (Il temperamento serrato con una voce inaudita) promosso dal singolo Ich mag dich so wie du bist (Mi piaci come sei) che interpretò in un popolare programma televisivo, Disco. Nel 1981, ha pubblicato il singolo Facciamo una festa come Cory Gun. Fu seguito da altri tre singoli in lingua inglese pubblicati con la sua band Blackbird tra il 1982 e il 1984. A causa dei problemi personali del suo manager, i dischi non poterono ricevere una promozione efficace e passarono inosservati. La Stanek si trasferì da Colonia a Wolfenbüttel, dove viveva la sua famiglia e chiese la cittadinanza tedesca. Decise di mettere in pausa la sua carriera anche se collaborava ancora con band locali.
Nel 1991 la cantante è stato invitata ad esibirsi a Sopot in un concerto dedicato alla musica rock polacca. La performance, la sua prima in Polonia in quindici anni, è stata accolta molto bene dal pubblico e dalla stampa. La Stanek ha quindi intrapreso un tour di concerti in Nord America. Nel 1992 fu pubblicato un album Greatest Hits e l'artista si esibì di nuovo a Sopot per celebrare il 30º anniversario della sua carriera. Nel 1993 è stata pubblicata la biografia di Karin, scritta dalla sua manager, Anna. Negli anni successivi si esibirà regolarmente in Polonia, anche se non si è mai stabilita nel paese. Diverse compilation in CD della musica di Stanek sono state pubblicate in Polonia da varie etichette tra la fine degli anni '90 e gli anni 2000.
Nel 2005 la Stanek ha dato il suo ultimo spettacolo dal vivo a Stettino, in Polonia, ed ha pubblicato la registrazione finale in studio - una canzone eurodance tedesca chiamata Sex. Le sue condizioni di salute sono peggiorate negli anni successivi ed alla fine è morta all'inizio del 2011 di una polmonite grave. Nello stesso anno è stata pubblicata una compilation in 3 CD delle sue canzoni e nel 2015 l'ex manager della Stanek ha pubblicato una versione aggiornata della sua biografia.

## Discografia
- 1966: Malowana lala – Najpopularniejsze przeboje śpiewa Karin Stanek
- 1979: Das geballte Temperament mit der unerhörten Stimme
- 1992: Greatest Hits
- 1999: Malowana lala
- 2002: Jedziemy autostopem – Złota kolekcja
- 2003: Platynowa kolekcja – Złote przeboje
- 2003: Jimmy Joe – Polskie perły
- 2006: Platynowa kolekcja – Moje złote przeboje
- 2009: Dziewczyna z gitarą
- 2011: Autostopem z malowaną lalą

## Filmografia
- 1963: Gdzieś w Polsce
- 1964: Dwa żebra Adama